# Джелилов, Магомед Халилович
Магомед Халилович Джелилов   (1 февраля 1968, с. Рукель, Дербентский район, Дагестанская АССР, РСФСР, СССР) — российский политик. В 2015—2018 году глава администрации Дербентского района Дагестана.

## Биография
Родился 1 февраля 1968 года в селении Рукель Дербентского района. По национальности — азербайджанец. С октября 1986 по ноябрь 1988 года проходил срочную службу в Советской Армии. В 1989 году начал трудовую деятельность с должности контролера ВОХР Дербентского завода «Электросигнал». С 1990 по 2013 годы работал на разных должностях линейного отдела на станции Дербент, прошёл путь от милиционера ГООП ЛОВД до начальника ЛОП на станции Дербент. С 2013 года по 2014 год работал заместителем Махачкалинского линейного управления МВД России на транспорте –  Начальником полиции на транспорте Республики Дагестан. 24 января 2015 года назначен исполняющим обязанности главы Дербентского района. 11 ноября 2015 года на второй сессии Собрания депутатов Дербентского района избран главой администрации.

## Уголовное дело
2 марта 2018 года был задержан по подозрению в превышении полномочий. 4 марта 2018 по решению Советского районного суда Махачкалы Джелилов помещен под домашний арест на 2 месяца, а также отстранен от занимаемой должности, на его место в должности исполняющего обязанности главы Дербентского района как назначен его заместитель Сеидмагомед Бабаев. По данным следствия, в 2015 году Джелилов, который тогда являлся временно исполняющим обязанности главы Дербентского района, незаконно подписал постановления о предоставлении земельных участков двум местным жителям — каждому по 1 гектару — для ведения личного подсобного хозяйства. Ущерб, причиненный району составил около 2,2 миллиона рублей. В декабре 2018 года через суд планировал вернуться на работу в прежней должности. В августе 2020 он и депутат Дербенсткого района Акиф Балаханов признаны виновными в совершении преступлений, предусмотренных статьями 286 и 33 УК РФ, приговором суда ему назначено наказание в виде четырех лет лишения свободы с отбыванием в исправительной колонии общего режима. В мае 2021 года Преображенский районный суд Москвы приговорил Джелилова к 6 годам колонии по статье УК РФ «Растрата, совершенная лицом с использованием своего служебного положения, в особо крупном размере». В феврале 2022 года Преображенский суд Москвы приговорил Магомеда Джелилова к 7,5 годам колонии общего режима, а Акиф Балаханов получил 3 года лишения свободы условно. Судья удовлетворил также гражданский иск представителя администрации Дербентского района на сумму свыше 8,6 млн руб.

## Образование
- Дагестанский государственный университет, юридический факультет (2003);
- Академия управления МВД России (2013);

## Награды
- Ветеран боевых действий (2005);
- Медаль «За верность долгу» (ГФС);
- Медаль «За отличие в службе» (МВД) 3 степени, 2-й и 1-й;
- Медаль «200 лет МВД России»;
- Медаль «За боевое содружество» (МВД);
- Нагрудной знак «За верность присяге»;
- Памятная медаль 75 лет БХСС и ЭБ и ПК;
- Медаль «90 лет транспортной полиции»;
- Почетная грамота Министра внутренних дел России № 470л/с от 10.04.2006 года;
- Почетная грамота Министра внутренних дел России № 540л/с от 03.06.2010 года;
- Почетная грамота президента Республики Дагестан – Указом президента РД от 09.11.2009 года.